# František Ševinský
František Ševinský (* 31. března 1979, Praha) je bývalý český fotbalový obránce a později fotbalový trenér. Mimo Česko působil na Slovensku. Od počátku roku 2016 je trenérem juniorského výběru ve Viktorii Plzeň.

## Klubová kariéra
Svoji fotbalovou kariéru začal v Sokolu Pacov, odkud v průběhu mládeže zamířil do Bohemians 1905. V roce 1998 odešel do Říčan, odkud po roce přestoupil do Sparty Krč. Následně působil v FK Bohemians Praha. V únoru 2001 se stal hráčem FK Mogul Kolín. Po půl roce odešel do Artmedie Petržalky. Klub se stal jeho prvním zahraničním angažmá. V 1. lize byl důležitým hráčem Drnovic, z kterých odešel do Mladé Boleslavi.

### FC Viktoria Plzeň
V zimě 2009/10 přestoupil do Viktorie Plzeň. S Plzní slavil na konci sezony 2009/10 vítězství v Ondrášovka Cupu.
8. července 2010 nastoupil v dresu Plzně k historicky prvnímu zápasu Českého Superpoháru, který sehrávají mistr ligy, tehdy AC Sparta Praha, a vítěz národního poháru (Viktoria Plzeň). Trofej vyhrála pražská Sparta, utkání skončilo výsledkem 1:0. František Ševinský se dočkal této trofeje o rok později, kdy Viktoria Plzeň jako mistr ligy porazila držitele Českého poháru FK Mladou Boleslav. Utkání skončilo nerozhodně 1:1 po 90 minutách hry; prodloužení se nehraje, na pokutové kopy zvítězila Plzeň 4:2. Ševinský odehrál celé utkání.
V sezóně 2010/2011 se stal s Plzní mistrem 1. ligy.

#### Sezóna 2012/13
V základní skupině B Evropské ligy 2012/13 byla Plzeň přilosována k týmům Atlético Madrid (Španělsko), Hapoel Tel Aviv (Izrael) a Académica de Coimbra (Portugalsko). V prvním utkání Plzně 20. září 2012 na domácí půdě proti portugalskému týmu Académica de Coimbra se Ševinský neobjevil, Plzeň vyhrála 3:1. Nastoupil v základní sestavě až v dalším utkání 4. října s Atléticem Madrid, španělský celek zvítězil doma 1:0 gólem v samotném závěru. 25. října cestovala Plzeň do Izraele k utkání proti Hapoelu Tel Aviv a většinu prvního poločasu byla pod tlakem soupeře. Obránce Ševinský nastoupil od začátku zápasu, střetnutí skončilo výsledkem 2:1 pro hosty, Plzeň si s 6 body upevnila druhou příčku za vedoucím Atléticem Madrid. 6. prosince 2012 odehrál závěr zápasu v Plzni proti Atléticu Madrid (výhra Viktorie Plzeň 1:0). Plzeň si tak se 13 body zajistila konečné 1. místo v tabulce skupiny B o 1 bod před druhým Atléticem.
Sezónu v západočeském klubu nedokončil, v lednu 2013 se vrátil do Mladé Boleslavi. Celkem za Plzeň absolvoval 76 ligových zápasů, v nichž vstřelil 6 branek. Zažil zde nejúspěšnější období v historii klubu, vyhrál s mužstvem ligový titul, národní pohár, Superpohár a zahrál si Ligu mistrů a Evropskou ligu.

### FK Mladá Boleslav
V lednu 2013 přestoupil Ševinský zpět do Mladé Boleslavi, kde podepsal smlouvu do června 2015. V sezóně 2012/13 se probojoval s Mladou Boleslaví do finále českého fotbalového poháru proti Jablonci. Zápas dospěl po remíze 2:2 do penaltového rozstřelu, který mladoboleslavští prohráli poměrem 4:5. Podzim 2013 strávil na hostování ve Viktorii Žižkov. V létě 2014 v klubu předčasně skončil. Limitovalo ho zranění, následkem čehož ukončil kariéru.

### FK Viktoria Žižkov (hostování)
V září 2013 odešel na hostování do pražského klubu FK Viktoria Žižkov. V zimě 2013/14 se vrátil do Mladé Boleslavi.

## Trenérská kariéra
V lednu 2016 se stal trenérem juniorského výběru ve Viktorii Plzeň.